# Tiffany Géroudet
Tiffany Géroudet (Sion, 3 de septiembre de 1986) es una deportista suiza que compitió en esgrima, especialista en la modalidad de espada. Ganó dos medallas en el Campeonato Europeo de Esgrima, oro en 2011 y bronce en 2009.

## Palmarés internacional
| Campeonato Europeo | Campeonato Europeo      | Campeonato Europeo | Campeonato Europeo |
| Año                | Lugar                   | Medalla            | Prueba             |
| ------------------ | ----------------------- | ------------------ | ------------------ |
| 2009               | Plovdiv (Bulgaria)      | Medalla de bronce  | Espada por equipos |
| 2011               | Sheffield (Reino Unido) | Medalla de oro     | Espada individual  |